# アブル・ウワファ (クレーター)
アブル・ウワファ (Abul Wáfa) は、月にある衝突クレーターであり、月の裏側の赤道付近に位置している。アブル・ウワファの東にはクテシビウスとヘロンがあり、北東にはキングが、南西にはヴェサリウスがある。アブル・ウワファの北の外壁には、小さいが目に付くクレーターが付随している。

## 付随クレーター
アブル・ウワファのごく近くにある小さな無名のクレーターについては、アルファベットを付加することによって識別される。
| 名称               | 月面緯度 | 月面経度 | 直径  |
| ------------------ | -------- | -------- | ----- |
| アブル・ウワファ-A | 1.4 N    | 116.8 E  | 16 km |
| アブル・ウワファ-Q | 0.2 N    | 115.7 E  | 30 km |